# 朗德里·迪馬塔
朗德里·纳尼·迪马塔（法語：Landry Nany Dimata；1997年9月1日—），比利時足球運動員，司職前鋒，現時被西甲球會西班牙人租借至荷兰足球甲级联赛球會NEC奈梅亨。

## 俱樂部生涯
蘭德里·迪馬塔出自比甲球會標準列日的青訓梯隊，2016年加入另一支比甲球隊皇家奥斯坦德，在2016年8月4日對陣亨克的比賽中首次亮相比利時職業聯賽。時隔一年之後在2017年7月，他以1000萬歐元的身價加盟德甲球會沃尔夫斯堡，但是在德甲一個賽季的經歷只有21次出場沒有打進一個球。
2018年7月，迪馬塔被租借回比甲球會安德列治，到2019年7月，安德列治買斷迪瑪塔只花費了當初沃尔夫斯堡付給皇家奥斯坦德的一半費用還不到。重返比甲的迪瑪塔在2018-2019賽季20場比賽打入13球，可是2019年初的膝傷又讓其錯過了之後的48場比賽，直到2020年5月份才恢復比賽。
2020年8月17日到任的安德列治主教練，在2020-2021賽季伊始前三輪比賽，都是安排迪馬塔作為主力首發登場，但是第四輪之後，可以看出他就此失去了孔帕尼的信任，其位置被來自曼城U23隊的卢卡斯·恩梅沙所替代，恩梅沙是孔帕尼來隊之後從英超引進的球員。
2020-2021賽季迪馬塔總共為球隊出場了14場，打進2粒進球，還有4場是在替補席上。替補出場時間中有五次是70分鐘時登場，六次是85分鐘登場，大部分都是加時階段的時間。
西甲球會西班牙人與安德列治就前鋒迪馬塔的租借一事達成一致，西班牙人租借迪馬塔到本賽季結束，並附帶買斷條款。

## 外部連結
- Belgium profile （页面存档备份，存于） at Belgian FA
- 朗德里·迪馬塔在BDFutbol中的档案
- Soccerway資料庫：朗德里·迪馬塔